# 巴力曼·奶油伯
巴力曼·奶油伯（英語：Barliman Butterbur），是托爾金奇幻小說中土大陸裡的人物。布理躍馬旅店的老闆，他釀的一手好啤酒，但記性卻很差；於《魔戒現身》中他間接幫助魔戒持有者佛羅多躲過戒靈的追殺。

## 人物概述
在小說裡巴力曼·奶油伯被形容是個「誠實做生意的商人」，外觀則為「光頭紅臉的矮胖男子」，他雖在躍馬旅店有兩個哈比人侍者——諾伯和鮑伯，但還總是忙來忙去。因為忙碌，奶油伯的記性很差，如他將甘道夫交代的一封信給忘在腦後，而導致佛羅多離開夏爾的行程出了差錯。奶油伯也和布理的一般人類一樣，對於北方遊俠帶有偏見，認為他們很危險。
佛羅多等四個哈比人躍馬旅店投宿期間，遊俠「神行客」（即亞拉岡）警告大家戒靈即將到來的消息，奶油伯與侍者亦盡力幫助佛羅多他們，包括用枕頭、床單假裝成哈比人以矇過戒靈。在哈比人要離開布理時，奶油伯又自掏腰包幫他們買下背行李的小馬比爾。之後當甘道夫抵達布理得知哈比人平安地和神行客離去時，他高興地抱住奶油伯，並且祝福他的啤酒。在魔戒聖戰期間，布理的情況變差，但奶油伯的啤酒卻好得出奇。甘道夫和四個哈比人返鄉途經布理時，再度與他重逢。

## 姓名
他的姓「奶油伯」（Butterbur）取自於紫蜂斗菜（學名：Petasites hybridus，俗名「butterbur」）。其名字「巴力曼」（Barliman）意為「barley-man」（大麥人）。

## 改編
在彼得·傑克森的2001年電影《魔戒首部曲：魔戒現身》中，巴力曼·奶油伯由大衛·威特利飾演。
此外在2013年的《哈比人：荒谷惡龍》序幕裡，奶油伯還有個名叫貝特西·奶油伯（Betsy Butterbur，凱蒂·傑克森飾演）的遠親，作為躍馬旅店的女侍應。

## 外部連結
- . 阿爾達百科全書.   [2018-02-06]. （原始内容存档于2020-02-23） （英国英语）.